# Retrato de la señorita A. M.
Retrato de la señorita A. M. es una pintura al óleo de 1906 de Aurelia Navarro Moreno.

## Descripción
Es un óleo sobre lienzo con unas dimensiones de 68 x 44 cm. Aparece firmado y fechado como «A. Navarro / Granada 1906» en el ángulo superior izquierdo del anverso de la obra.
Muestra la imagen de una pintora reflexionando sobre su obra, realizada con dibujo firme y gestualidad fluida en la pincelada. Con verdes predominantes y suaves azules en el fondo y en el vestido, el interés del retrato se concentra en el gesto intelectual y serio de la modelo, que se encuentra de perfil riguroso, como aludiendo a las tradiciones del retrato de la primera etapa del Renacimiento italiano.
Se cree que es un autorretrato de la autora.

## Historia
En 1906, Navarro inscribió la obra en las Exposiciones Nacionales de Bellas Artes, ganando con ella la tercera medalla y por la que recibió mil pesetas.
En 2021, Pablo Navarro Holgado, heredero directo de la artista, donó la obra al Museo del Prado de Madrid en memoria de José Navarro Giménez. Junto a esta pintura, la familia donó también la medalla que la artista había ganado en la Exposición General de Bellas Artes de 1908 con su obra más conocida, Desnudo de mujer.